# Петър Велики (атомен крайцер, 1989)
Вижте пояснителната страница за други значения на Петър Велики.
На ордена Нахимов тежък атомен ракетен крайцер Петър Велики (на руски: Пётр Великий) е четвъртият по ред и единственият намиращ се в строй тежък атомен ракетен крайцер (ТАРК) трето поколение от проекта 1144 „Орлан“.
Флагман на руския Северен флот.
Основното му предназначение е унищожаване на авионосните ударни групи на противника.
Проектант е Северното проектно-конструкторско бюро.
Крайцерът е заложен на 11 март 1986 г. на стапела на Балтийския завод (при залагането е наречен Куйбишев, а след това – Юрий Андропов). На 29 април 1989 г. е спуснат на вода. Преименуван е на „Петър Велики“ с указ на Президента на РФ от 22 април (1 октомври?) през 1992 г. През 1998 г. влиза в състава на ВМФ.
До преименуването си „Петър Велики“ носи бордови номер 183, днес бордовият му номер е 099.

## Конструкция
Това е най-големият в света действащ неавионосен ударен боен кораб.

### Основни ТТХ
- Дължина: 250 м.
- Ширина: 25 м.
- Височина от нивото на основната плоскост: 59 м.
- Газене: 11,5 м.
- Водоизместимост, стандартна: 23 750 тона.
- Водоизместимост пълна: 25 860 тона.
- Енергетична установка: 2 ядрени реактора тип КН-3 (300 МВт), 2 спомагателни котела, две турбини по 70 хил. к.с. (всичко 140 хил. к.с.), 4 електростанции със сумарна мощност 18 хил. кВт, 4 паротурбогенератора с мощност 3000 кВт, 4 газотурбогенератора по 1500 кВт, два гребни вала.
- Скорост: 32 възела (около 60 км/ч).
- Автономност на плаване – 60 денонощия по продоволствие и запаси, 3 години по гориво.

### Конструкция на корпуса и надстройките
Дължина на 49 коридора на кораба – над 20 километра. Корабът има 6 палуби, 8 нива. Височината на фокмачтата от нивото на основната плоскост е 59 метра.

### Енергетична установка
Мощната ядрена енергетична установка на крайцер му позволява да развива скорост от 32 възела (60 км/час) и е разчетена за експлоатация в течение на 50 години. За сравнение: крайцерът „Петър Велики“ е способен да осигури с електричество и топлина град със 150 – 200 хиляди жители.

### Екипаж
Екипажът на крайцера е 744 души (101 офицера, 130 мичмана, 513 матроса) + 18 души полетен персонал. Те обитават в 1600 помещения на кораба, сред които 140 едно- и двуместни каюти за офицерите и мичманите, 30 кубрика за матросите и старшините (за 8 – 30 души всеки), 220 преддверия. Екипажът разполага с 15 къпални, две бани, сауна с басейн 6×2,5 м, двуетажен медицински блок с лазарети-изолатори, аптека, рентгенов и стоматологичен кабинети, амбулатория, операционна, спортна зала, оборудвана с тренажори, три каюткомпании за мичманите, офицерите и адмиралите, салон за почивка с билярд и роял. Има вътрешнокорабно телестудио и 12 битови телевизора в каютите и кубриците, без да се броят 30 монитора за следене на предаванията, които се транслират по кабелната мрежа на кораба.

## Въоръжение
Корабът може да поразява големи надводни цели и да защитава морски съединения от атаки по въздуха и от подводниците на противника. С неговата неограничена далечина на плаване, той носи ударни крилати ракети, способни да поразяват цели на разстояние до 625 километра.
ТАРКР „Петър Велики“ носи противокорабен ракетен комплекс „Гранит“ (разработен от „НПО машиностроения“), оборудван с 20 пускови установки СМ-233 с усъвършенстваните високоточни противокорабни крилати ракети П-700 „Гранит“ поставени под горната палуба, под ъгъл 60 градуса. Дължина на ракетата – 10 м, калибър – 0,85 м, стартова маса – 7 т. Бойна глава – моноблок в ядрено (500 кт), обикновено (750 кг взривно вещество) снаряжение или гориво-въздушен боезаряд (обемен взрив). Далечината на действие е 700 км, скоростта на полета – 1,6 – 2,5 М. Ракетите имат многовариантна програма за атака на целите, повишена защита от заглушаване и са предназначени за нанасяне на удари по групови цели. При залпова стрелба една от тях лети на голяма височина за увеличаване на далечината на откриване на противника, обменяйки информация с останалите, които буквално се стелят над повърхността на водата. В случай на унищожаване на ракетата-лидер нейното място автоматично заема една от водените ракети.
Задхоризонталното целеуказание и насочване може да се осъществява от самолет Ту-95РЦ, вертолет Ка-25Ц или космическата система за разузнаване и целеуказание.
На кораба има противовъздушен комплекс „Риф“ С-300Ф, който е с 12 ПУ и 96 ракети с вертикален пуск.
Също има автономна корабна противовъздушна система „Кинжал“. Всяка от неговите подпалубни ПУ барабанен тип има по 8 едностепенни твърдогоривни телеуправляеми ракети 9М330-2, сумарният им запас е 128 ракети.
Крайцерът е въоръжен със зенитен ракетно-артилерийски комплекс „Кортик“, осигуряващ самоотбраната от редица „умни“ въоръжения, включително противокорабни и противорадиолокационни ракети, авиобомби, самолети и вертолети, малотонажни кораби. Всяка установка има по две 30-мм шестцевни артилерийски установки АК-630М1-2 с два автомата АО-18 по схемата на „Гатлинг“ със сумарна скорострелност 10 000 изстрела в минута и два блока по 4 двустепенни ракети 9М311 (SA-N-11) с осколочно-пръчкова бойна част и неконтактен взривател. В подкуполното отделение има още 16 ракети. Ракетите са унифицирани с ракетата на комплекса 2С6 „Тунгуска“. Системата за управление на ЗРК „Кортик“ се състои от радиолокационна и телевизионна системи, свързани помежду си с използването на елементи на изкуствен интелект. Две установки ЗРК „Кортик“ са разположени в носовата част на кораба от двете страни на ПУ за „Гранит“, а четирите други – в кърмовата част на главната надстройка.
Освен това крайцерът „Петър Велики“ има 130-мм многоцелеви сдвоени артустановки „АК-130“ (дължина на стволовете – 70 калибра, 840 снаряда) с далечина на стрелбата до 25 км. Скорострелност – от 20 до 80 изстрела в минута. Маса на осколочно-фугасния снаряд – 27 кг, има следните видове взриватели – ударен, дистанционен и радиовзривател. Готови за стрелба са 180 снаряда. Системата за управление на стрелбата МР-184 позволява едновременното съпровождане и обстрел на две цели.
Крайцерът има две противолодъчни (по 5 ПУ на борд) ракетно-торпедни 533-мм комплекси РПК-6М „Водопад“, ракето-торпедата на който са способни да поразяват подводни лодки на противника на далечини до 60 км. Като бойна глава се използват малогабаритните торпеда УМГТ-1. Ракетата се гмурка във водата, излита във въздуха и доставя торпедото в района на целта, а там вече се задейства УМГТ-1, което отново се гмурка във водата.
За борба с торпедата на противника крайцерът „Петър Велики“ има противоторпеден комплекс РКПТЗ-1М „Удав-1М“ (10 тръби направляващи, автоматично конвейерно презареждане, време за реакция – 15 с, далечина максимална – 3000 м, минимална – 100 м, тегло на ракетата – 233 кг). Реактивните бомбометни установки на „Петър Велики“ са поместени така: една десетитръбна РБУ-12000 (далечина на стрелбата – 3000 м, маса на снаряда – 80 кг) е поставена в носовата част на кораба на въртяща се платформа, две шесттръбни на РБУ-1000 „Смерч-3“ (далечина – 1000 м, маса на снаряда – 55 кг) – в кърмовата части на горната палуба по двата борда. Общокорабните средства за противодействие включват в себе си две сдвоени 150-мм ПУ за ПК-14 (комплекс за изстрелване на заглушаващи капани), противоелектронни капани, лъжливи цели, а също буксируема лъжлива торпедна цел с мощен шумогенератор.
На борда на крайцера се базират два противолодъчни вертолета Ка-27.
Радиолокационните средства за РЕП/РЕБ на ТАРКР „Петър Велики“ включват 16 станции от три типа. Общокорабните средства за следене, съпровождане и целеуказание се състоят от две станции за космическа свръзка (САТСОМ), четири станции на космическата навигация (САТПАУ) и четири специални електронни станции. Въздушно-надводната обстановка следят независещи от времето трикоординатни РЛС „Фрегат-МАЕ“ откриващи целите на далечини над 300 км и височини до 30 км.
Крайцерът има също три навигационни станции, четири радиоелектронни системи за управление на стрелбата на бордовото оръжие, средства за управление на полета на вертолетите и система за опознаване „свой-чужд“.
Хидроакустичната система на кораба включва в себе си хидролокатор с корпусна антена за търсене и засичане на подводни лодки на ниски и средни честоти и буксируема автоматизирана хидроакустична система с антена и променлива дълбочина на потапяне (150 – 200 м) – на средни честоти.
При модернизацията в периода 2019 – 2022 г. във въоръжението на крайцера ще бъдат добавени хиперзвуковите противокорабни ракети „Циркон“, свръхзвуковите универсални противокорабни ракети със среден радиус на действие П-800 „Оникс“, крилатите ракети „Калибър“. Ракетите ще се изстрелват от универсалните пускови установки 3С14.
На 29 ноември 2018 г. американското издание The National Interest публикува списък от петте най-смъртоносни бойни кораба на ВМФ на Русия, който се оглавява от тежкият атомен ракетен крайцер „Петър Велики“.

## История на строителството
Строителството на последния кораб от проекта 1144 започва през 1986 г. 10 години по-късно крайцерът излиза за ходови изпитания. В съответствие с плана на държавните изпитания, ходовата програма се изпълнява в суровите условия на Арктика. В периода 1992 – 1994 г. параходът „Адмирал“ снабдява строящия се крайцер с топлина.

## История на службата
На 27 октомври 1996 г. в носовото машинно-котелно отделение се къса паропровод, под налягане 35 атмосфери и температура на сухата пара +300 °C. Загиват двама матроса и трима работници на завода-строител. При разследването на причината става ясно, че спуканата тръба е монтирана през 1989 г. и по дебелина и марка на стоманата не съответства на проекта. На 9 април 1998 г. атомният крайцер е предаден на флота под името „Петър Велики“.
Независимо от това, че срокът за гаранционно обслужване на Балтийския завод е изтекъл, предприятието, за първи път в световната практика, продължава да осъществява техническото обслужване на крайцера. Такова решение командването на ВМФ приема във връзка с това, че личният състав на кораба няма достатъчно навици за обслужването и експлоатацията на оборудването на крайцера. Според условията на договора, Балтийский завод продължава техническата поддръжка на „Петър Велики“ до първия планов ремонт през 2008 г.
В нощта на 12 по 13 август 2000 г. крайцерът първи открива и пуска котва на мястото на катастрофата на АПКР „Курск“ в очакване на спасителните съдове. Също така крайцерът патрулира местността по време на изваждането на „Курск“.
Участва в снимките на филма „72 метра“ (2004).
През октомври 2008 г. преминава през Гибралтарския пролив в Средиземно море.
През декември 2008 г. участва в съвместните военноморски учения на РФ и Венецуела „ВЕНРУС-2008“, започнали на 1 декември 2008 г. в Карибско море. В отряда също влиза противолодъчния кораб „Адмирал Чабаненко“.
Според съобщение на агентството РИА Новости, на 13 февруари 2009 г., крайцерът задържа в Аденския залив 3 съда на сомалийските пирати. Някои анализатори отбелязват, че да се ловят маломерните съдове на пиратите не е задачата, за която е предназначен един тежък атомен крайцер.
На 30 март 2010 г. ТАРКР „Петър Велики“ отплава от Североморск за провеждането на учения в далечната морска зона (старши на похода – капитан 1-ви ранг С. Ю. Жуга), което ознаменува началото на най-големите за последните години учения на ВМФ на РФ в световния океан. Крайцерът трябва да прекоси Атлантическия, Индийския и Тихия океани и да пристигне в Далечния Изток, където от 28 юни до 8 юли 2010 г. се състоят учения, в чест на 150-летието на Владивосток. Походът на „Петър Велики“ продължава до ноември 2010 г. На 4 април крайцерът успешно преминава през пролива Ла Манш, на 7 април съвместно със стражевия кораб от Балтийския флот „Ярослав Мудрый“ – през Гибралтарския пролив и навлиза в Средиземно море, след което корабите се разделят. 13 – 14 април „Петър Велики“ прекарва в сирийския порт Тартус. На 16 април преминава през Суецкия канал в Червено море, продължавайки нататък в Аденския залив и Индийския океан, в съвместно плаване с ракетния крайцер „Москва“ на Черноморския флот.
На 28 юли 2012 г. тежкият атомен ракетен крайцер „Петър Велики“ с указ на Президента на РФ е награден с ордена Нахимов „за мъжество, самоотверженост и висок професионализъм, проявени от личния състав на кораба при изпълнение на бойните задачи на командването“. На 10 януари 2013 г. Президентът на РФ Владимир Путин, по време на своето посещение в Североморск, връчва наградата на командира на крайцера. На кораба е издигнат орденски военноморски флаг с изображение на ордена Нахимов.
От 3 септември 2013 до 1 октомври същата година извършва арктически поход начело на отряд кораби и съдове на Северния флот, изминавайки 4000 мили. Към 20214 г. изминава 140 000 мили.
На 15 октомври 2016 г., в състава на корабна авионосна група (оглавявана от ТАВКР „Адмирал Кузнецов“ и включваща също големите противолодъчни кораби „Североморск“ и „Вицеадмирал Кулаков“ със съдовете на обезпечението) излиза в поход в районите на североизточния Атлантик и Средиземно море. Връща се в Североморск на 9 февруари 2017 г. За времето на този морски поход крайцерът изминава 18 хил. морски мили.
Според резултатите от 2016 г. екипажът на тежкия атомен ракетен крайцер е най-добрият сред ракетните крайцери на ВМФ на РФ в съревнованията за наградата на Главкома на ВМФ на Русия.
През лятото на 2017 г. „Петър Велики“ съвместно с атомната подводница от проекта 941 тип „Акула“ – ТК-208 „Дмитрий Донски“ извършва преход към Балтийско море за участие в празниците за Деня на Военноморския флот на РФ.
Според плановете на Министерството на отбраната крайцерът трябва да премине ремонт и дълбока модернизация в периода 2019 – 2022 г., след завършване на работите над еднотипния кораб „Адмирал Нахимов“.
На 20 април 2023 г. се появяват съобщения, че крайцерът ще бъде изваден от състава на флота и заменен с „Адмирал Нахимов“ или ще бъде изведен в резерв за преминаване на ремонт и модернизация, както се случва с крайцера „Адмирал Нахимов“, част от личния състав на крайцера „Петър Велики“ вече е преведен в състава на екипажа на крайцера „Адмирал Нахимов“.
На 14 юли 2023 г. се появява съобщение, че крайцерът ще бъде отписан от флота след завръщането в строй на „Адмирал Нахимов“. На 17 юли 2023 г. тази информация е опровергана от източник в Северния флот.

## Командири на крайцера
- Добришев, Евгений Николаевич – капитан 1 ранг (Първият командир на крайцера съгласно Историческия дневник, под негово ръководство преминава формирането на екипажа във Владивосток, дострояването на кораба в Санкт Петербург и прехода му за Северния флот).
- Василиев, Сергей Игоревич – капитан 1 ранг (под негово ръководство преминават държавните изпитания и е приет във флота).
- Касатонов Владимир Львович – контраадмирал (март 2000 – юли 2005), днес адмирал, заместник на Главнокомандващия на Военноморския флот от 2019 г.
- Якушев, Владимир Анатолиевич – капитан 1 ранг, днес контраадмирал, командващ Приморската флотилия от разнородни сили на Тихоокеанския флот.
- Менков, Феликс Владимирович – капитан 1 ранг, днес контраадмирал, от 2021 г. командир на Кримската военноморска база на Черноморския флот.
- Малаховский, Владислав Владимирович – капитан 1 ранг.
- Никитин, Игор Александрович – капитан 1 ранг, днес командир на 43-та дивизия ракетни кораби на Северния флот.
- Кузмин, Владимир Вячеславович, капитан 1 ранг, днес началник щаб на 43-та дивизия ракетни кораби на Северния флот.
- Пономарьов, Артьом Сергеевич – капитан 2 ранг.

## Илюстрации
- Грамотата на А. А. Вагин – вахтен капитан на крайцера
- Екипажът на крайцера, 2005 г.